# Riekoperla cornuta
Riekoperla cornuta is een steenvlieg uit de familie Gripopterygidae. De wetenschappelijke naam van de soort is voor het eerst geldig gepubliceerd in 1985 door Theischinger.